# Whitelines

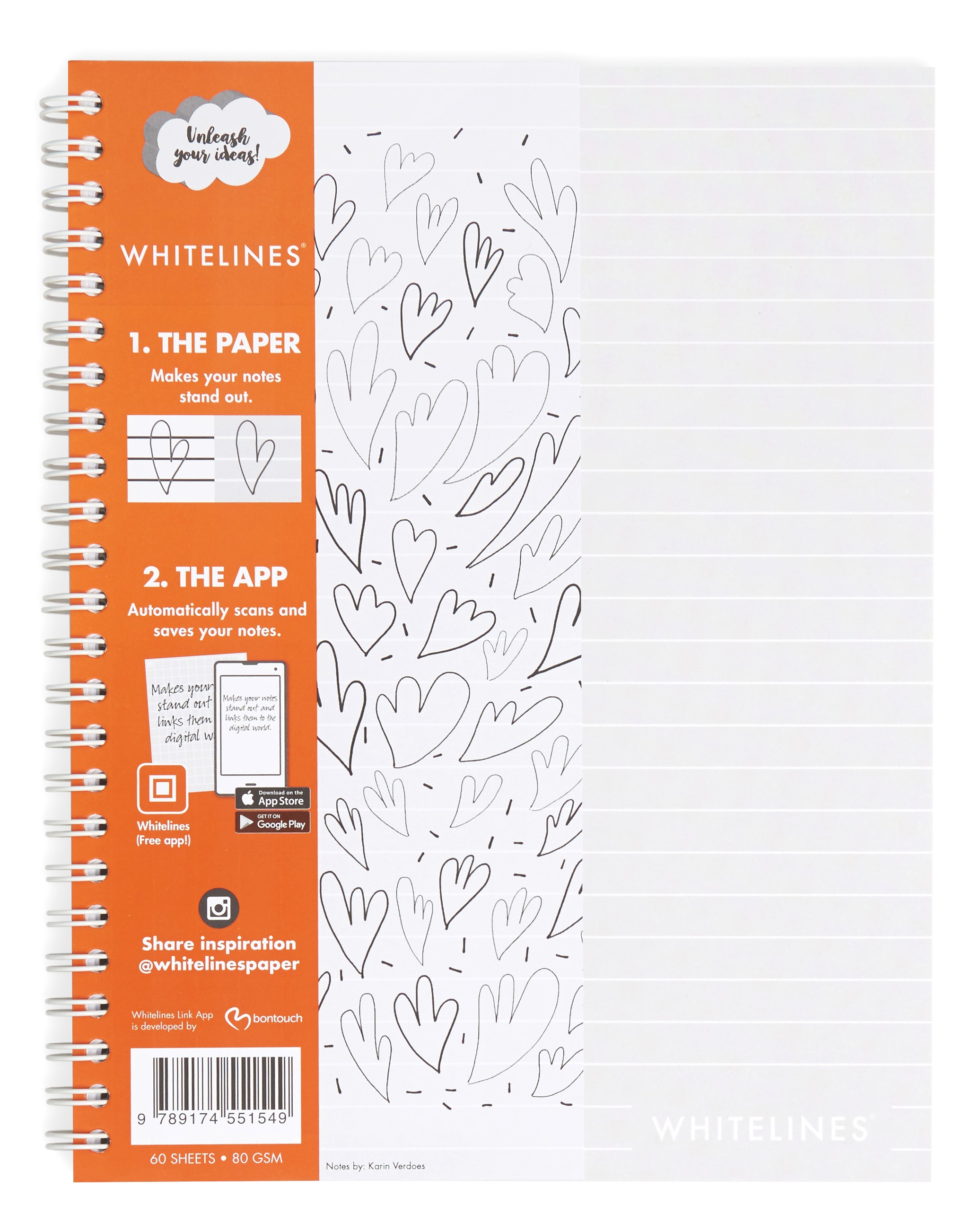

Whitelines AB är ett svenskt skrivpappersföretag grundat 2006 av Carl-Philippe Carr, Roland Elander och Olof Hansson. Företaget är beläget i Stockholm. Whitelines bygger på idén att låta papperets stödlinjer vara vita mot en lätt tonad bakgrund. Detta koncept avser att låta anteckningarna framträda bättre.
År 2018 säljs Whitelines-produkter i cirka 800 butiker i 22 olika länder.
År 2013 hamnade Whitelines inom topp 5 i en omröstning om bästa skrivbok på Lifehacker.
Whitelines Link är ett specialpapper som med hjälp av en app överför anteckningarna till digitalt format. Appen finns för både Iphone och Android.